# Ashita no Nadja
Ashita no Nadja (明日のナージャ, Ashita no Nāja; lit. "Nadja de Amanhã") é uma série de anime produzida pela Toei Animation. Foi exibida no Japão entre 2 de fevereiro de 2003 e 25 de janeiro de 2004[carece de fontes?]. Em Portugal foi exibida no Canal Panda pela primeira vez em 2005 e pela segunda vez em 2015. Uma adaptação em mangá foi lançada entre março de 2003 e fevereiro de 2004 na revista Nakayoshi[carece de fontes?] da Kodansha.

## História
Nadja Applefield é uma órfã que vive no orfanato Applefield, no início do século XX na Inglaterra. Um dia, ela é chamada pela diretora do orfanato, Miss Aplefield, que lhe entrega uma encomenda. Dentro da caixa, havia um vestido elegante e um diário, além de uma carta, que dizia que sua mãe estava viva. Após um incêndio no orfanato, ela se junta à Companhia Dandelion, que é composta por vários atores e atrizes de rua que percorrem o mundo se apresentando em diversas cidades. Durante as viagens, ela faz muitos amigos que lhe ensinam coisas novas sobre ela mesma. No final das contas, ela tem que aceitar a verdade sobre seu parentesco e, posteriormente, descobrir seu próprio destino.

## Personagens
Nadja "Applefield" Preminger (ナージャ・アップルフィールド, Nāja aprefier Premingur)
Dubladora: Ami Koshimizu
Nadja Applefield (Nadja Campo das Maçãs) é a protagonista da história, uma menina alegre, simpática, sempre disposta a ajudar e com um bom coração. Viveu no Orfanato Applefield, que considera a sua casa, até os 13 anos. Depois de receber uma mala que contêm as lembranças do primeiro baile da sua mãe, esta menina bondosa tem um sonho: encontrá-la. Devido a problemas no orfanato provocados por dois detectives que a perseguem, Nadja Almeida junta-se à Companhia Dandelion como bailarina, e viaja pelo mundo com os artistas, conhecendo muitos amigos e sempre dançando. O facto de viajar dá-lhe, também, mais chances de se encontrar com a sua mãe. Apesar de todos os perigos e obstáculos que vai encontrar, Nadja Almeida nunca desiste, porque ela acredita sempre num amanhã melhor. Para ela, onde "há sombra há sempre luz", e ela tem fé que depois dos dias maus, melhores dias virão. Nadja Almeida é uma menina encantadora, pois com o seu sorriso, ela consegue alegrar todos aqueles que estão à sua volta. Além disso, ela é capaz de fazer tudo pelos outros, o que a leva a fazer facilmente amigos. Com o grande sonho de encontrar a mãe, mesmo que tenha de fazer o impossível, ela vai também ter de decidir quem ama realmente, o que será difícil. Como diz a Avó, ela abriu a "'Porta do Destino'"..
George Haskill (ゲオルグ・ハスキル, Georugu Hasukiru)
Dublador: Kazuya Ichijō
O chefe da Companhia da Dandelion, onde Nadja Almeida se torna bailarina. Amável, generoso e animado, o Chefe George é um homem de verdade, pronto a intervir na situação e cheio de força. É ele quem decide onde a Companhia vai e quem comanda o carro mecânico. Tem uma paixão especial: procurar tesouros. Nunca consegue recusar um mapa do tesouro e, apesar de nunca ter encontrado nenhum, continuará a tentar.
- Sylvie Arte - Sylvie é a cantora da Companhia Dandelion e, com a sua bela voz e movimentos atraentes, captiva as atenções (sobretudo masculinas) onde quer que vá. É um pouco como uma irmã mais velha para Nadja Almeida, dando bons conselhos e conversando muito com ela. Costuma ser alegre e simpática, mas também é algo frívola por vezes. Tem um amor melancólico por Raphael, um músico viajante, que parece que nunca se resolverá.
- Abel Geiger - Abel é o pierrot da Companhia Dandelion. O seu talento é incrível: faz todos rir, anda em cima da bola, faz malabarismos. Abel é ao mesmo tempo um homem sério, e muito bem educado: é ele que lê a Nadja Almeida o diário da sua mãe (este está em Alemão) e toma decisões frias. Mas, por detrás do pierrot, esconde-se uma história triste, pois Abel teve que deixar a família devido a um infeliz incidente.
- Rita Rossi - Rita é uma menina muito querida e fofinha que é a domadora de leões da Companhia Dandelion. Tal como todas os outros artistas da Companhia, Rita tem um passado muito triste. É órfã. Os seus pais também eram domadores de leões e, após a sua morte num incêndio terrível, Rita foi adoptada pela companhia, sendo a mais pequena domadora de leões do mundo. O mais curioso é que actua com dois leões bebés gémeos mas de cores diferentes, chamados "Creme" e "Chocolate".
- Thomas O' Brien - Thomas é o músico da Companhia Dandelion: toca violino. É um homem calmo e talentoso, muito dedicado à sua música. Sereno, é também muito realista e prático, dando bons conselhos e preocupando-se com a manutenção e o dia-a-dia da Companhia. A única coisa que lhe tira esta serenidade é o vinho.
- Anna Petrova (Avó) - Anna Petrova é chamada a Avó da Companhia Dandelion e é uma personagem muito misteriosa, sendo ela quem narra a história de Nadja Almeida. Na Companhia, a Avó é uma senhora amorosa e divertida que costura os fatos para Nadja Almeida e põe as músicas a tocar. Óptima costureira, muito dotada, tem clientes nobres para quem faz lindíssimos chapéus e a casa dos quais vai para que eles os provem e os comprem. Também é muito delicada e ouve com atenção as conversas dos nobres, parecendo habituada a esse estilo de vida. A avó também é vidente, conseguindo prever o que vai acontecer a Nadja Almeida.
- Kennosuke Tsurugi - Kennosuke é um menino japonês órfão, filho de pais samurais. Anda pela Europa tentando ganhar dinheiro para poder sustentar sua irmã mais nova que ama profundamente. Consegue ser aceite na Companhia Dandelion, fazendo actuações como samurai e dançando, em Itália, junto com Nadja Almeida. É fascinado por tudo o que seja mecânico, o que o coloca em perigo certas vezes, quando decide aventurar-se a mexer com o que não sabe. Tem um fraquinho por Nadja Almeida, e fica ciumento quando outros meninos estão interessados nela. Simpático e divertido é, às vezes, também implicante, dando-se se bem com todos, especialmente com os mais novos. Apesar de brigar muito com TJ Livingston,eles parecem ser bons amigos.
- Harvey Livingston - Harvey é um dos novos amigos de Nadja Almeida, um jornalista americano que trabalha para um jornal francês. Interessa-se muito pelo misterioso ladrão "Rosa Negra", mas não para desmascará-lo: acredita que ele é um bom ladrão, que combate a corrupção e, por isso, apenas deseja entrevistá-lo. Tal como o "Rosa Negra", Harvey odeia a corrupção, e procura usar o jornalismo para combatê-la. Procurando pelo "Rosa Negra", vai viajar por vários países europeus, encontrando-se diversas vezes com a Companhia Dandelion. Nesses encontros, trava conhecimento com Nadja Almeida, a quem vai ajudar muitas vezes. Chega ainda a escrever um artigo sobre o passado de Nadja Almeida, para ajudá-la a procurar a sua mãe, que vai ser muito controverso. É o irmão mais velho de TJ Livingston e criou-o desde que os seus pais morreram.
- TJ Livingston - TJ Livingston é o irmão mais novo de Harvey, e encontra-se com a Companhia Dandelion em França. Fica fascinado pela dança e beleza de Nadja Almeida, e imediatamente procura atrair as suas atenções. Como muitos outros rapazes apaixonados por Nadja Almeida, desenvolve uma grande rivalidade com Kennosuke: estão sempre a brigar,mas também parecem ser bons amigos. TJ é um miúdo simpático, às vezes um pouco convencido, que muito ajuda Nadja Almeida nas suas aventuras. Gosta muito do seu irmão mais velho, Harvey, que o criou desde pequeno.
- Christian Strand - Christian é um estudante inglês, também conhecido como "Professor Múmias". É uma das primeiras pessoas que Nadja Almeida conhece depois de entrar para a Companhia Dandelion. Desde pequeno que sonhava ser egiptólogo e interessa-se muito por tudo o que está relacionado com o Egipto: múmias, a história dos faraós. Christian costuma estudar no Museu Britânico e é aí que conhece Nadja Almeida. Fica admirado com o interesse que ela demonstra por aquilo que ele lhe conta acerca do Egipto, porque nunca tinha encontrado uma menina assim. Ele vem a tornar-se num grande auxílio para Nadja Almeida, pois descobre muito acerca da sua família. Os dois encontram-se em Londres, em Roma e no Egipto.
- John Whittard - John é um pianista inglês que alcançou grande sucesso em Inglaterra. Mais tarde, vem para Paris estudar, mas não consegue obter o êxito que pretendia. Quando conhece Nadja Almeida e os outros membros da Companhia Dandelion, mostra uma atitude de grande superioridade para disfarçar a frustração que sente. Ao assistir a um espectáculo da Companhia, critica todas as actuações, especialmente a de Thomas. Secretamente, John sente-se muito invejoso por não ter a liberdade e o prazer que os membros da Companhia têm enquanto trabalham. A personalidade animada de Nadja Almeida consegue fazê-lo encarar a realidade, e ele confessa-lhe o seu problema: uma grande saudade da sua terra natal, que era a sua fonte de inspiração. Nadja Almeida mostra-lhe como é possível recordar a Inglaterra, mesmo estando em França. Os conselhos e a alegria de Nadja Almeida conseguem pôr John de novo no caminho do sucesso e, mais tarde, ele retribuirá a ajuda que ela lhe deu.
- Raphael - Raphael é um antigo amigo da Companhia Dandelion, que viaja pelo mundo sozinho, cantando e fazendo poemas. Na verdade, ele é um trovador. Raphael é um jovem bondoso, romântico e melancólico. Acredita que todas as pessoas têm asas invisíveis, e que estas são maiores se a pessoa tiver esperança e coragem para viver um futuro melhor. Para ele, Nadja Almeida tem umas asas muito bonitas, pois é uma menina doce e que nunca desiste. Será Raphael que apoiará Nadja Almeida num momento muito triste, quando ela perdeu alguém que lhe era muito querida e a esperança de se reencontrar com a mãe. Quanto à sua história, sabemos que não foi feliz no amor: Raphael apaixonou-se por uma jovem proveniente de famílias de alta sociedade, que não aprovavam o seu casamento, e, ao tentarem fugir para viver o seu amor, a jovem morreu, vítima de uma doença. Por isso, Raphael pensa que uma das suas asas está quebrada, porque perdeu muita da sua esperança. Sylvie, que está apaixonada por ele desde há muito tempo, gostaria de lhe provar que ele pode voltar a amar, mas não tem coragem. Com a ajuda de Nadja Almeida, ela faz-lhe uma revelação, mas Raphael segue o seu caminho.
- Francis Harcourt - Francis é o filho de uma família inglesa nobre, tendo sido criado por uma tia após a morte da mãe. É muito respeitado no seu meio social pela sua personalidade bondosa e trabalho em favor dos pobres. Ao contrário da maioria dos jovens nobres da época, não revela muito interesse pelos divertimentos comuns e por namoros, preferindo ajudar aqueles que precisam, tal como já havia feito a sua mãe. Apesar de não o demonstrar, preocupa-se com os problemas ao seu redor e tem dúvidas acerca daquilo que pensa. Ele é extremamente focado neste trabalho (caridade, noblesse oblige), a ponto de ser um tanto workaholic, portanto, ignora o afeto de meninas (as suas resmas de pretendentes) incluindo o da sua amiga, Marianne Hamilton. Embora tenha muito bom coração, Francis não é tão ultraperfeito quanto parece, especialmente desde que ele tem sérios problemas de auto-estima, tanto em relação a sua própria personalidade, como a alguém que ama muito, assim como a viagem de uma culpa pesada que surge quando ele vê que as suas boas intenções não são suficientes para tornar mais felizes os pobres, ele sempre sorri mas os seus "olhos" estão tristes. Tenta criar uma faceta feliz e quando diz que já superou a morte da sua mãe está a mentir, razão pela qual não dança, a Nadja Almeida no futuro se torna uma excepção). O verdadeiro lado triste de Francis é mais tarde revelado, demonstrando que ele e a sua própria vida não são totalmente perfeitos. Nadja conhece este elegante jovem num dos bailes de caridade da família Harcourt, e os seus estados de espírito entristecidos pelas diferenças sociais da altura e pelo excesso de luxo harmonizam-se perfeitamente. Francis fica encantado pela simplicidade e valores de Nadja, e o mesmo acontece com a órfã. Os dois valsam juntos, embora sejam de diferentes classes sociais, e um sentimento forte começa a nascer. Ao longo das suas viagens com a Companhia Dandelion, Nadja encontra Francis várias vezes, e entre os dois haverá um sentimento a despertar, muitas interrogações e uma ajuda mútua, para além do facto de terem bastantes coisas em comum e de terem uma ligação e laço especial
- Rosa Negra - Rosa Negra é um ladrão considerável e misterioso que rouba dos ricos e dá a riqueza roubada aos pobres, desde que acredita que todos os povos ricos são corruptos e egoístas. É bem-foi muito pela multidão, e famoso entre os jornalistas. Suas marcas registradas são seu traje preto com capa, máscara, e um baralho de cartas que usa ao atacar suas vítimas futuras. Cruza trajetos com Nadja Almeida diversas vezes durante seus cursos com a Dandelion; está no extremamente nervoso início por suas sagacidade e façanhas secas, mas aprende mais tarde que seus motivos e começos se enfatizam mais com ele.

A identidade verdadeira de Rosa Negra é revelada no meio do caminho da série. Seu nome verdadeiro é Kent Harcourt (Keith Harcourt nos Estados Unidos e Japão), e é o irmão gêmeo mais velho de Francis Harcourt, que fugiu de casa quando acabou seus estudos com 15 anos. Compartilha com seu gêmeo o desejo ajudar aos pobres, mas é mais cínico, distante e desiludido, desde que pensa de que do "a nobreza" é insuficiente. A morte de sua mãe teve também uma influência; quando o Francis mais inocente viu somente um lado mais amável do lado Harcourt, Kent viu sua suposta e secreta infelicidade sendo como um pássaro em uma gaiola. O amor de Nadja Almeida pela liberdade toca nele tanto que ele se torna o protetor dela depois que a salva de Rosso e de Bianco; conseqüentemente, Kent é "o Cavaleiro Escondido e Observador" que esse Nadja Almeida adora tanto, não Francis... e Kent se apaixonou também por Nadja Almeida quando eles se conhecem melhor.

## Mídia

### Mangá
O mangá de Ashita no Nadja foi publicado na revista Nakayoshi da editora Kōdansha entre setembro de 2003 e fevereiro de 2004. Os 12 capítulos foram compilados em dois volumes tankōbon.
| N.º | Data de lançamento     | ISBN              |
| --- | ---------------------- | ----------------- |
| 01  | 5 de setembro de 2003  | 978-4-06-364029-8 |
| 02  | 6 de fevereiro de 2004 | 978-4-06-364041-0 |

## Histórico de exibição
Em Portugal foi exibido pelo Canal Panda de julho de 2005 a 2006 e em 13 de maio de 2015. No Brasil, foi exibida pelo Cartoon Network, inicialmente estreou no dia 4 de fevereiro no horário das 13:30 da tarde, com exibição aos sábados, mas por razões desconhecidas, só foi exibida até o episódio 21 durante o período da tarde e depois o anime foi transferido para a madrugada, recomeçando do 1° episódio no dia 7 de junho até o dia 31 de agosto de 2006, exibindo todos os episódios até ser substituído por Monkey Typhoon. Também foi exibida pelo Boomerang entre os dias 10 de janeiro até 20 de março de 2007. A série teve 4 volumes, contando com apenas 16 episódios lançada no Brasil em DVD pela Play Arte.